# EDIL3
EDIL3 (англ. EGF like repeats and discoidin domains 3) – білок, який кодується однойменним геном, розташованим у людей на короткому плечі 5-ї хромосоми. Довжина поліпептидного ланцюга білка становить 480 амінокислот, а молекулярна маса — 53 765.
| 10         |  | 20         |  | 30         |  | 40         |  | 50         |
| ---------- |  | ---------- |  | ---------- |  | ---------- |  | ---------- |
| MKRSVAVWLL |  | VGLSLGVPQF |  | GKGDICDPNP |  | CENGGICLPG |  | LADGSFSCEC |
| PDGFTDPNCS |  | SVVEVASDEE |  | EPTSAGPCTP |  | NPCHNGGTCE |  | ISEAYRGDTF |
| IGYVCKCPRG |  | FNGIHCQHNI |  | NECEVEPCKN |  | GGICTDLVAN |  | YSCECPGEFM |
| GRNCQYKCSG |  | PLGIEGGIIS |  | NQQITASSTH |  | RALFGLQKWY |  | PYYARLNKKG |
| LINAWTAAEN |  | DRWPWIQINL |  | QRKMRVTGVI |  | TQGAKRIGSP |  | EYIKSYKIAY |
| SNDGKTWAMY |  | KVKGTNEDMV |  | FRGNIDNNTP |  | YANSFTPPIK |  | AQYVRLYPQV |
| CRRHCTLRME |  | LLGCELSGCS |  | EPLGMKSGHI |  | QDYQITASSI |  | FRTLNMDMFT |
| WEPRKARLDK |  | QGKVNAWTSG |  | HNDQSQWLQV |  | DLLVPTKVTG |  | IITQGAKDFG |
| HVQFVGSYKL |  | AYSNDGEHWT |  | VYQDEKQRKD |  | KVFQGNFDND |  | THRKNVIDPP |
| IYARHIRILP |  | WSWYGRITLR |  | SELLGCTEEE |  |            |  |            |

A: Аланін

C: Цистеїн

D: Аспарагінова кислота

E: Глутамінова кислота

F: Фенілаланін

G: Гліцин

H: Гістидин

I: Ізолейцин

K: Лізин

L: Лейцин

M: Метіонін

N: Аспарагін

P: Пролін

Q: Глутамін

R: Аргінін

S: Серин

T: Треонін

V: Валін

W: Триптофан

Кодований геном білок за функцією належить до білків розвитку. 
Задіяний у таких біологічних процесах, як клітинна адгезія, альтернативний сплайсинг. 
Білок має сайт для зв'язування з іонами металів, іоном кальцію. 
Секретований назовні.